# Eugeen Gife
Eugeen Gife (Antwerpen, 14 november 1819 - Deurne, 19 mei 1890) was een Belgisch architect en van 1854 tot 1869 provinciaal bouwmeester van de provincie Antwerpen in het arrondissement Turnhout.
Gife was de eerste provinciaal architect in Turnhout, maar hij verfoeide zijn aanstelling in de stad, "la petite ville dont les jeunes gens ne veulent ou ne peuvent pas s’adonner à l’étude de l’architecture". In Turnhout waren er in tegenstelling tot Antwerpen geen leerlingen van een architectenopleiding die ingezet konden worden voor tekeningen te kopiëren. In 1869 vestigde hij zich voltijds te Antwerpen.
Tot zijn werk behoren onder meer:
- 1847: de Sint-Laurentiuskerk van Zammel
- 1849: de Sint-Willibrorduskerk van Kasterlee
- 1852: de Sinte-Margaritakerk van Tielen
- 1854: de zijbeuken van de Sint-Lambertuskerk van Eindhout
- 1860: het oud Gemeentehuis van Kontich
- 1860: het oud Gemeentehuis van Brecht
- 1881: de Sint-Pieterkerk van Rumst
- 1861: het Gemeentehuis van Ekeren
- 1863: de Sint-Amelbergakerk van Wechelderzande
- 1863: de restauratie van het transept van de Sint-Bavokerk van Boechout
- 1864: de Arenbergschouwburg van Antwerpen
- 1866: de Sint-Jozefkerk van Gooreind (intussen herbouwd)
- 1868: het Gods- en gasthuis Sint-Bartholomeus in Antwerpen
- 1868: de Sint-Jozefkerk te Antwerpen
- 1869: de Sint-Amandskerk in Strombeek-Bever
- 1873: de Parochiekerk Sint-Jozef en Bernardus in Lier[3]
- 1875: de restauratie van de Sint-Leonarduskerk van Sint-Lenaarts
- 1876: de Sint-Catharinakerk van 's-Gravenwezel
- 1878: het voormalig gemeentehuis van Deurne
- 1882: de Sint-Jozefkerk van Rumst (Terhagen)

Gife was gehuwd en had een zoon, de architect Louis Gife.

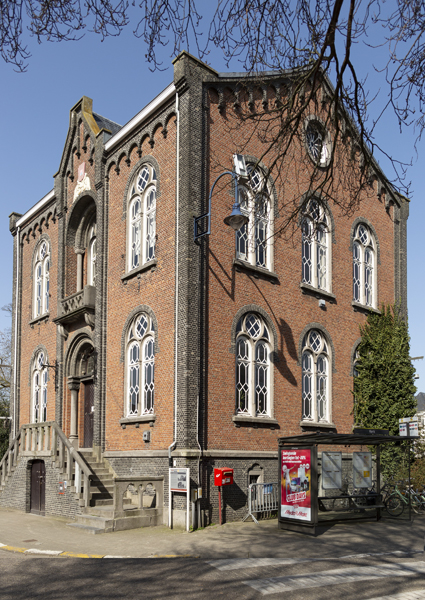
Gemeentehuis Kontich
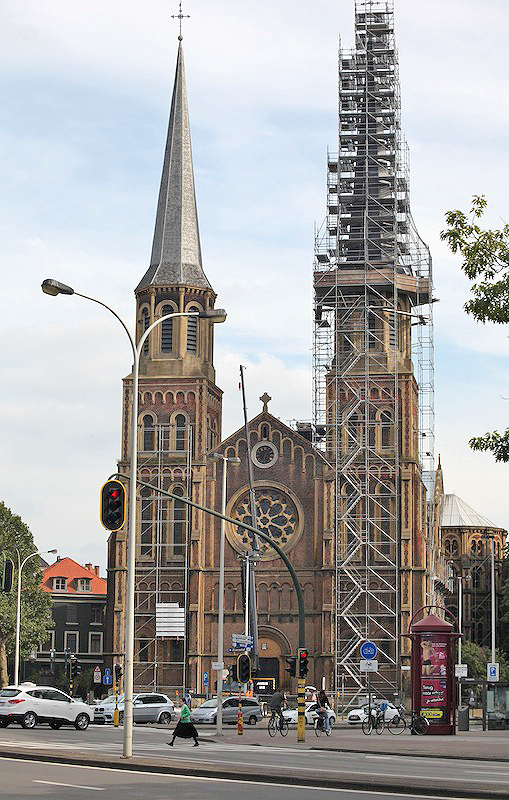
Sint-Jozefkerk (Antwerpen)
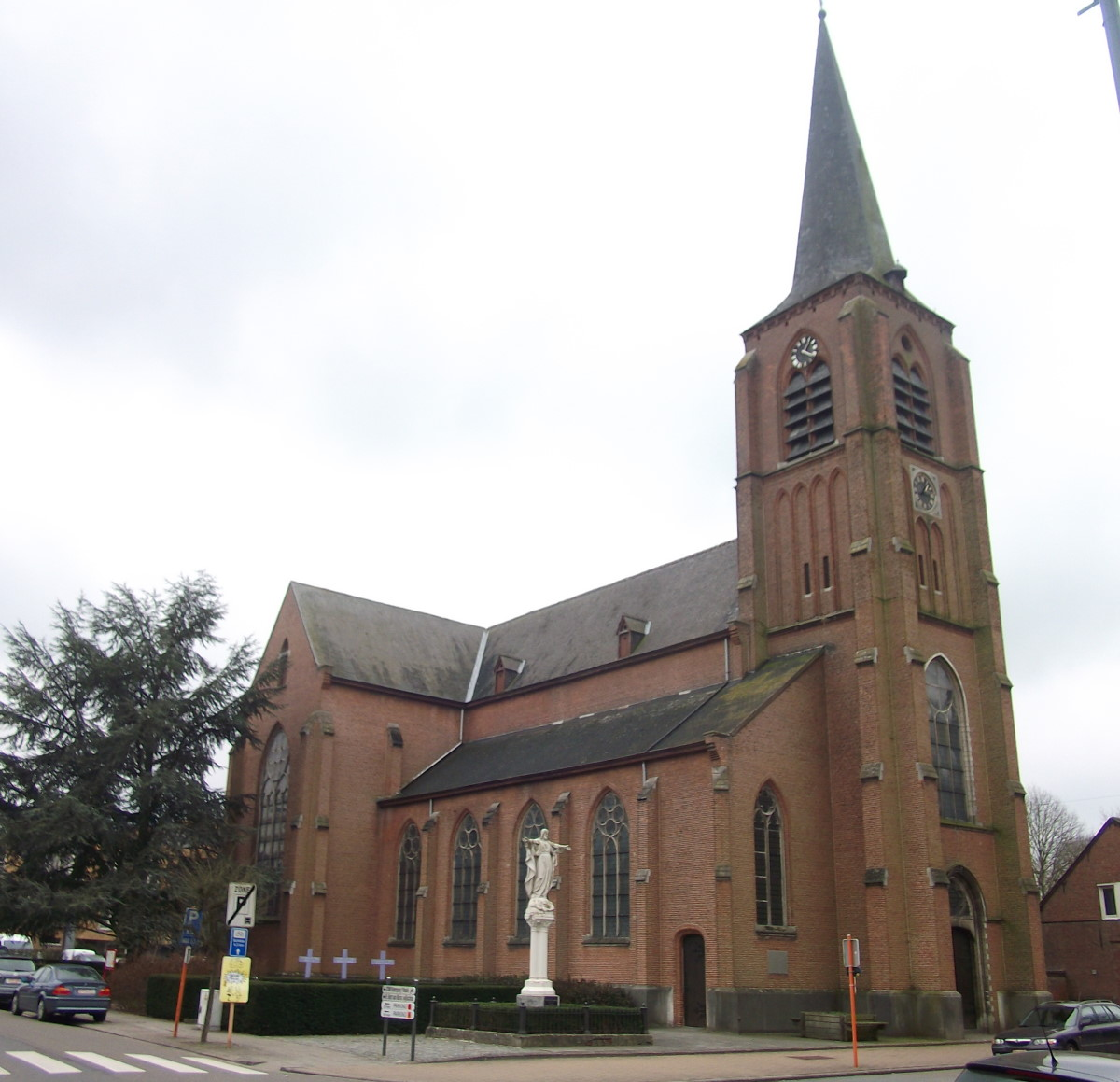
Sint-Catharinakerk ('s-Gravenwezel)